# فريديريك كانوتيه
فريدريك عمر كانوتيه (بالفرنسية: Federico Kanouté) (2 سبتمبر 1977 في رون ألپ) لاعب كرة قدم مالي الجنسية فرنسي المولد لعب لصالح نادي الدرجة الممتازة إشبيلية الإسباني ومنتخب مالي في مركز المهاجم. في 2 فبراير 2008 تم اختيار كانوتي أفضل لاعب كرة قدم أفريقي وبالتالي أصبح أول لاعب مولود خارج القارة الأفريقية يحصل على هذه الجائزة.

## المسيرة الرياضية مع الأندية

### ليون
بدأ كانوتي مسيرته الرياضية في نادي ليون سنة 1997 وشارك في أول مباراة رسمية في بطولة كأس إنترتوتو في مواجهة نادي أودرا فودزيسلاف البولندي التي انتهت بالفوز 5-2.

### وست هام يونايتد
وافق كانوتي على الانتقال إلى نادي وست هام يونايتد الإنجليزي في صيف 2000 وخلال وجوده هناك على مدى 3 مواسم شارك في 84 مباراة مسجلا 29 هدف لصالح النادي اللندني.

### توتنهام هوتسبير
سرعته وقدرته على تسجيل الأهداف لفتت انتباه نادي توتنهام هوتسبر الإنجليزي الذي تعاقد معه في صيف 2003 في صفقة بقيمة 3.5 مليون يورو، وبوجوده على ملعب وايت هارت لين استمتع بتحقيق النجاح حيث سجل هدف في أول مباراة رسمية . لكن ساءت العلاقات بعدما فضل المشاركة مع منتخب بلاده مالي في بطولة كأس الأمم الأفريقية لكرة القدم 2004 التي أقيمت في تونس ولم يشترك في جولة النادي الودية في موريشيوس في صيف 2005.

### أشبيلية
تم بيع كانوتي لصالح نادي أشبيلية مقابل 6.5 مليون يورو في 17 أغسطس 2005 . ساهم كانوتي بشكل فعال في تأهل نادي أشبيلية إلى المباراة النهائية لبطولة كأس الاتحاد الأوروبي حيث واجه نادي مدلزبره واستطاع أن يسجل الهدف الرابع ليختتم به أهداف المباراة بنتيجة 4-0 ليتوج ناديه بأول لقب أوروبي في تاريخه.
في موسم 2006-2007 استطاع أن يبرهن على قدراته العالية حيث قاد نادي أشبيلية للفوز ببطولة كأس إسبانيا على حساب نادي خيتافي حيث سجل هدف المباراة الوحيد على الرغم من طرده قبل نهاية المباراة بدقيقتين . وساهم في محافظة نادي أشبيلية على لقب بطولة كأس الاتحاد الأوروبي للموسم الثاني على التوالي بالفوز في المباراة النهائية على نادي إسبانيول 3-1 بركلات الجزاء الترجيحية بعد انتهاء الوقتين الأصلي والإضافي بالتعادل 2-2 حيث سجل الهدف الثاني لصالح نادي أشبيلية . وفي بطولة دوري الدرجة الممتازة سجل 21 هدف ساهم بها في احتلال نادي أشبيلية المركز الثالث وبالتالي التأهل للمشاركة في بطولة دوري أبطال أوروبا.
في أكتوبر 2007 تعرض كانوتيه برفقة مامادي سيديبي للاعتداء من مشجعي منتخب توغو أثناء مباراة المنتخبين أثناء تصفيات كأس الأمم الأفريقية بسبب خروج منتخب توغو وعدم تأهله إلى نهائيات البطولة.
بعدما سجل هدف في مرمى نادي ديبورتيفو لاكورونيا ضمن بطولة كأس إسبانيا في 7 يناير 2009 رفع قميصه وكشف عن كلمة مكتوبة على القميص الداخلي (فلسطين). وذكرت هيئة الإذاعة البريطانية بأن كانوتيه كان يرغب في لفت انتباه الرأي العام العالمي للاعتداء الإسرائيلي على قطاع غزة. نتيجة لذلك قام حكم الساحة باشهار البطاقة الصفراء له وقررت اللجنة المنظمة للبطولة تغريمه 4 آلاف دولار أمريكي.
أمضى كانوتيه أجمل أوقاته في فريق إشبيلية؛ حيث شكل هو ولويس فابيانو ثنائي رائع في الليغا الإسبانية، حتى خرج كانوتيه من إشبيلية بعد وداع كبير في ملعب رامون سانشيز بيزخوان، حيث ودعه الجماهير بأغنية مخصصة له "Oh Kanoute!".

## إحصائيات الأندية
| أدائه مع النادي | أدائه مع النادي | أدائه مع النادي  | الدوري | الدوري  | الكأس       | الكأس       | كأس الدوري | كأس الدوري | على المستوى الدولي | على المستوى الدولي | المجموع | المجموع |
| موسم            | النادي          | الدوري           | الظهور | الأهداف | الظهور      | الأهداف     | الظهور     | الأهداف    | الظهور             | الأهداف            | الظهور  | الأهداف |
| فرنسا           | فرنسا           | فرنسا            | الدوري | الدوري  | كأس فرنسا   | كأس فرنسا   | كأس الدوري | كأس الدوري | أبطال أوروبا       | أبطال أوروبا       | المجموع | المجموع |
| --------------- | --------------- | ---------------- | ------ | ------- | ----------- | ----------- | ---------- | ---------- | ------------------ | ------------------ | ------- | ------- |
| 1997-98         | ليون            | الدوري الفرنسي   | 18     | 6       | 1           | 0           | 0          | 0          | 11                 | 2                  | 30      | 7       |
| 1998–99         | ليون            | الدوري الفرنسي   | 9      | 2       | 0           | 0           | 0          | 0          | 2                  | 1                  | 11      | 3       |
| 1999-00         | ليون            | الدوري الفرنسي   | 13     | 1       | 0           | 0           | 2          | 0          | 2                  | 0                  | 17      | 1       |
| إنجلترا         | إنجلترا         | إنجلترا          | الدوري | الدوري  | كأس الاتحاد | كأس الاتحاد | كأس الدوري | كأس الدوري | أبطال أوروبا       | أبطال أوروبا       | المجموع | المجموع |
| 1999-00         | وست هام يونايتد | الدوري الإنجليزي | 8      | 2       | 0           | 0           | 0          | 0          | 0                  | 0                  | 8       | 2       |
| 2000–01         | وست هام يونايتد | الدوري الإنجليزي | 32     | 11      | 4           | 3           | 3          | 0          | 0                  | 0                  | 39      | 14      |
| 2001-02         | وست هام يونايتد | الدوري الإنجليزي | 27     | 11      | 1           | 1           | 0          | 0          | 0                  | 0                  | 28      | 12      |
| 2002-03         | وست هام يونايتد | الدوري الإنجليزي | 17     | 5       | 0           | 0           | 0          | 0          | 0                  | 0                  | 17      | 5       |
| 2003-04         | توتنهام هوتسبر  | الدوري الإنجليزي | 27     | 7       | 1           | 3           | 3          | 2          | 0                  | 0                  | 31      | 12      |
| 2004-05         | توتنهام هوتسبر  | الدوري الإنجليزي | 32     | 7       | 5           | 0           | 4          | 2          | 0                  | 0                  | 41      | 9       |
| 2005-06         | توتنهام هوتسبر  | الدوري الإنجليزي | 1      | 0       | 0           | 0           | 0          | 0          | 0                  | 0                  | 1       | 0       |
| إسبانيا         | إسبانيا         | إسبانيا          | الدوري | الدوري  | كأس إسبانيا | كأس إسبانيا | كأس الدوري | كأس الدوري | أبطال أوروبا       | أبطال أوروبا       | المجموع | المجموع |
| 2005-06         | إشبيلية         | الدوري الإسباني  | 32     | 6       | 2           | 2           | -          | -          | 11                 | 6                  | 45      | 14      |
| 2006-07         | إشبيلية         | الدوري الإسباني  | 32     | 21      | 5           | 4           | -          | -          | 11                 | 5                  | 48      | 30      |
| 2007-08         | إشبيلية         | الدوري الإسباني  | 30     | 16      | 2           | 4           | -          | -          | 10                 | 6                  | 42      | 26      |
| 2008-09         | إشبيلية         | الدوري الإسباني  | 34     | 18      | 6           | 2           | -          | -          | 2                  | 2                  | 42      | 22      |
| المجموع         | فرنسا           | فرنسا            | 40     | 9       | 1           | 0           | 2          | 0          | 15                 | 3                  | 58      | 12      |
| المجموع         | إنجلترا         | إنجلترا          | 144    | 43      | 11          | 7           | 10         | 4          | 0                  | 0                  | 165     | 54      |
| المجموع         | إسبانيا         | إسبانيا          | 128    | 61      | 15          | 12          | -          | -          | 34                 | 19                 | 177     | 92      |
| مجموع مسيرته    | مجموع مسيرته    | مجموع مسيرته     | 312    | 113     | 27          | 19          | 12         | 4          | 49                 | 22                 | 400     | 158     |

آخر تحديث في 11 يونيو, 2009

## المسيرة الدولية
شارك كانوتي مع منتخب فرنسا للشباب تحت 21 سنة عندما كان يلعب في نادي ليون. على الرغم من كونه قانونيا يستطيع اللعب مع منتخب فرنسا إلا أنه فضل اللعب مع منتخب مالي وأثناء مشاركته في كأس الأمم الأفريقية 2004 التي أقيمت في تونس توج هدافاً للبطولة برصيد 4 أهداف سجلها في مرمى منتخبات كينيا (هدفين)، بوركينا فاسو، وغينيا كذلك ساهم في احتلال منتخب بلاده المركز الرابع في البطولة. أعلن كانوتي اعتزاله اللعب الدولي بعد خروج مالي من كأس الأمم الأفريقية 2010.

## الحياة الشخصية
بدأ كانوتيه في الالتزام بالتعاليم الإسلامية منذ كان يبلغ من العمر 20 سنة، نتيجة لذلك رفض لبس قميص نادي أشبيلية الذي عليه اسم راعي القميص وهي شركة 888.com وهي شركة مراهنات وهي محرمة في الدين الإسلامي . ولذلك قررت إدارة نادي أشبيلية السماح لكانوتي بلبس القميص من دون وجود اسم الراعي، لكنه كان مجبرا على استعمال طقم الراعي كما ينصّ عقده، مما حدا بشركة المراهنات بالتبرع لصالح جمعية خيرية إسلامية لإقناع كانوتي بالعدول عن رأيه.
في سنة 2006 تقدم كانوتي بطلب إلى السلطات المالية من أجل إنشاء قرية للأطفال ولكن لم يتم الرد عليه لحد الآن.
في سنة 2007 دفع كانوتيه أكثر من 700 ألف دولار أمريكي (حوالي يقارب راتبه السنوي) من أجل منع إزالة مسجد في مدينة إشبيلية. ويعود السبب إلى أن إحدى شركات العقار الإسبانية تحاول إزالة المسجد بحجة أن عقد الأرض التي يقع عليها المسجد قد انتهى وبالتالي فقد بات من حقها استخدام المسجد لأي مشاريع أخرى غير دينية وفور وصول الخبر إلى كانوتي عن طريق جماعة من المسلمين الذين يقطنون أشبيلية لم يتوان عن شراء هذه الأرض لمنع إزالة المسجد وعند سؤال كانوتي عن الأمر قال بأنه لا يملك أي تعليق على الأمر فالأرض قد عرضت للشراء وقام بشرائها للإبقاء على المسجد.
كانوتيه متزوج من فاطمة ولديه منها طفلان إبراهيم وإيمان.

## روابط خارجية
- فريديريك كانوتيه على موقع الاتحاد الدولي (مؤرشف)  (الإنجليزية)
- فريديريك كانوتيه على موقع الاتحاد الأوربي (الإنجليزية)
- فريديريك كانوتيه على موقع قاعدة بيانات كرة القدم.إي يو (الإنجليزية)
- فريديريك كانوتيه على موقع ناشيونال فوتبول تيمز (الإنجليزية)
- فريديريك كانوتيه على موقع Soccerbase.com (لاعب) (الإنجليزية)
- فريديريك كانوتيه على موقع Soccerway.com (الإنجليزية)
- فريديريك كانوتيه على موقع عالم كرة القدم.نت (الإنجليزية)